# 持崎湯葉
持崎 湯葉（もちざき ゆば、3月6日）は、日本のライトノベル作家。栃木県出身。
2014年、『現し彩なす』（刊行時に『モノノケグラデーション』へ改題）で集英社主催の第13回スーパーダッシュ小説新人賞優秀賞し、同作でデビュー。
このライトノベルがすごい2024では、『恋人以上のことを、彼女じゃない君と。』が文庫部門8位、新作部門6位にランクインしている。

## 受賞歴
- 2014年
  - 第13回スーパーダッシュ小説新人賞（集英社）優秀賞[2]
  - 第3回講談社ラノベチャレンジカップ（講談社）佳作[3]
- 2021年
  - 第14回GA文庫大賞（SBクリエイティブ）金賞[4]

## 作品リスト

### 集英社ダッシュエックス文庫
- モノノケグラデーション（2015年1月、イラスト：白身魚）
- モノノケグラデーション2（2015年5月、イラスト：白身魚）
- その10文字を、僕は忘れない（2016年7月、イラスト：はねこと）
- 異世界サ活〜サウナでととのったらダンジョンだ！〜（2022年7月、イラスト：かれい）

### 講談社ラノベ文庫
- 二線級ラブストーリー（2015年7月、イラスト：籠目）
- 彼方なる君の笑顔は鏡の向こう（2016年9月、イラスト：sekiyu。）
- 真面目系クズくんと、真面目にクズやってるクズちゃん #クズ活（2017年9月、イラスト：いたち）

### ガガガ文庫
- パパ活JKの弱みを握ったので、犬の散歩をお願いしてみた。（2021年5月、イラスト：れい亜）
- パパ活JKの弱みを握ったので、犬の散歩をお願いしてみた。（2021年12月、イラスト：れい亜）
- 恋人以上のことを、彼女じゃない君と。（2022年11月、イラスト：どうしま）
- 恋人以上のことを、彼女じゃない君と。2（2023年4月、イラスト：どうしま）
- 恋人以上のことを、彼女じゃない君と。3（2023年9月、イラスト：どうしま）
- 恋人以上のことを、彼女じゃない君と。終（2024年5月、イラスト：どうしま）
- 勝利の女神:NIKKE　青春バースト！ニケ学園（2025年2月、原作：SHIFT UP、イラスト：Nagu）

### GA文庫
- 陽キャになったのに俺の青春至上主義（2023年1月、イラスト：にゅむ）
- 陽キャになったのに俺の青春至上主義2（2023年5月、イラスト：にゅむ）

### MF文庫J
- 口もききたくないあいつと、自習室で甘い筆談（2025年5月、イラスト：さぼてんむし）

### 漫画

#### コミカライズ
- 恋人以上のことを、彼女じゃない君と。（マンガワン、作画：胡枩遼）
- 陽キャになったのに俺の青春至上主義（マンガUP!、作画：こあ）